# Lac de Baratz
Pour les articles homonymes, voir Liscia (homonymie).
Le lac de Baratz est un lac situé dans la province de Sassari en Sardaigne. À une altitude de 24 m, sa superficie est de 0,6 km2. Il est le seul lac naturel d'eau douce en Sardaigne.

## Localisation
Le lac est situé à l'intérieur de la commune de Sassari, près de Alghero. Il n'a aucun émissaire, néanmoins sa profondeur n'augmente pas par la perméabilité sableuse de la dune qui fait barrage sur le Rio dei Giunchi. La profondeur du lac était à son minimum dans les années 1960 (5 m) et à son maximum dans des années 1970 (14 m). Actuellement son niveau est de 6,5 m.